# Off Road
OFF ROAD ist eine monatlich erscheinende Special-Interest-Zeitschrift rund um das Thema Geländewagen. Zu ihrer Zielgruppe gehören primär Geländewagen-Interessierte. Themenschwerpunkte sind Testberichte, Clubs und Szene, Abenteuer und Reiseberichte, Technikthemen sowie Reportagen zu Motorsportveranstaltungen. 
Die OFF ROAD erscheint jeden zweiten Dienstag im Monat mit einer Druckauflage von etwa 100.000 Exemplaren und hatte im März 2021 eine verkaufte Auflage von 60.000 Exemplaren.
Das Magazin wurde 1978 von Alfons Czerny erstmals auf den Markt gebracht. Zur Zielgruppe gehörten damals zunächst Offroad- und Technikbegeisterte sowie Fernreisende. In der heutigen Zeit und mit dem gewachsenen Marktsegment im Geländewagen- und SUV-Bereich wurde die Zielgruppe entsprechend erweitert. Im Jahr 2004 wurde die OFF ROAD Verlag AG gegründet, die bis heute ein mittelständisches Familienunternehmen ist.